# Płociczno (województwo podlaskie)
Płociczno – wieś w Polsce położona w województwie podlaskim, w powiecie suwalskim, w gminie Bakałarzewo.
W latach 1975–1998 miejscowość należała administracyjnie do województwa suwalskiego.
Wierni kościoła rzymskokatolickiego należą do parafii Matki Bożej Częstochowskiej w Żylinach.

## Położenie
- na wschód od państwowego lasu
- na zachód od wsi Kropiwne Nowe i drogi wojewódzkiej nr 653 Suwałki – Bakałarzewo
- na północ od wsi Białe
- na południe od wsi Lipowo i Podwysokie

W pobliżu wsi przepływa rzeka Szczeberka.

## Historia
W tej okolicy w latach 1914–1915 miały miejsce krwawe walki pomiędzy wojskami niemieckimi a rosyjskimi. Pozostał po nich cmentarz wojenny w Płocicznie, gdzie pochowano 121 żołnierzy niemieckich i 141 rosyjskich.
Wieś ta została założona w 1933 roku. Ludność, która osiedliła się w tym miejscu, wcześniej miała swoje gospodarstwa w Płocicznie koło Gawrych Rudy nieopodal koszar. Wojsko potrzebowało terenów do ćwiczeń a najlepsze były piaskowe podłoża. Mieszkańcy takowe posiadali, ale odmówili sprzedaży terenów dla wojska. Po wielu rozmowach i spotkaniach mieszkańcy i wojsko doszło do porozumienia. Wykarczowany las koło Żylin stał się wspaniałym miejscem do zamieszkania. Gospodarze przewieźli wszystkie swoje dobra na nowe miejsce. Pozostawiony przez nich teren zamknięto i od tego czasu odbywały się na nim różne ćwiczenia itp.
Tak powstało nowe Płociczno. Do 1939 roku mieszkało tutaj 44 gospodarzy ze swoimi rodzinami.
W latach 1970–1980 wszystkie budynki zostały wymienione na murowane, bądź nowe drewniane.

## Pamiątki w Płocicznie
- Krzyż 1: Zbudowany przez rodzinę Chomiczów w 1965 roku. Ani budynków, ani tych ludzi nie ma już we wsi.
- Krzyż 2: Zbudowany przez państwa Sznurkowskich na miejscu, gdzie w 1943 roku Niemcy zastrzelili polskiego partyzanta por. Andrzeja Jarnińskiego.
- Krzyż 3: Pamiątka mieszkańców wsi Płociczno oraz upamiętnienie daty powstania wsi. wybudowany w 1933 roku. Latem 2006 roku krzyż został odnowiony.
- Krzyż 4: Pamiątka Józefa i Anieli Turczyńskich. Rodziny tej nie ma już we wsi, ale napis na kamieniu przypomina o miejscu, w którym mieszkali. Wybudowany w 1938 roku naprzeciwko ich zabudowań (dziś nieistniejących). Krzyż został odnowiony na przełomie czerwca i sierpnia 2007 roku.
- Krzyż 5: Mieści się w państwowym lesie. Jest to mogiła Komendanta Obwodu Suwałki WiN Stanisława Malesińskiego (pseudonim Lew – Tadeusz). Został tutaj zastrzelony w 1946 roku.

## Obiekty zabytkowe
- W zachodniej części wsi znajduje się cmentarz wojenny z I wojny światowej. Kilka miesięcy wcześniej na tym terenie odbył się krwawy bój pomiędzy Niemcami a Rosjanami, w którym poległy setki żołnierzy. Znaczną część zabrały rodziny a resztę pochowano, nr rej.:867 z 15.11.1991
- zespół leśnej kolei wąskotorowej (od stacji Płociczno do szosy Sejny–Augustów), 1923–26 (nr rej.: A-857 z 7.11.1991)[10]:
  - torowisko z mostami i przepustami (prześwit 600 mm)
  - parowozownia
  - zakłady naprawcze
  - dyspozytornia